# Myristica polyantha
Espèce
Synonymes
- Horsfieldia polyantha Warb.[2]
- Myristica polyantha W.J.de Wilde[2]

Statut de conservation UICN

 VU D2 : Vulnérable
Myristica polyantha est une espèce de plantes de la famille des Myristicaceae.

## Publication originale
- Blumea 40(2): 315. 1995.